# Coppa (Einheit)
Die Coppa oder Cupo, auch Koppe, war ein italienisches Getreidemaß im Kirchenstaat, besonders in Ancona. 
- 1 Rubbio = 8 Coppa = 286 Liter[1]
- 1 Coppa = 35,75 Liter
- 1 Coppa = 4 Provende = 1720 ½ Pariser Kubikzoll = 34 Liter[2]